# قمشلو (چاراویماق)
قمشلو یکی از روستاهای استان آذربایجان شرقی است که در دهستان چاراویماق مرکزی بخش مرکزی شهرستان چاراویماق واقع شده است. این روستا ۸۵ نفر جمعیت دارد.